# Llista d'asteroides/136101–136200
| Nom         | Designació provisional | Data de descobriment | Lloc de descobriment | Descobridor/s                               |
| ----------- | ---------------------- | -------------------- | -------------------- | ------------------------------------------- |
| 136101 -    | 2003 EA2               | 5 de març, 2003      | Socorro              | LINEAR                                      |
| 136102 -    | 2003 EW2               | 5 de març, 2003      | Socorro              | LINEAR                                      |
| 136103 -    | 2003 EN22              | 6 de març, 2003      | Socorro              | LINEAR                                      |
| 136104 -    | 2003 EO22              | 6 de març, 2003      | Socorro              | LINEAR                                      |
| 136105 -    | 2003 EC27              | 6 de març, 2003      | Anderson Mesa        | LONEOS                                      |
| 136106 -    | 2003 EW33              | 7 de març, 2003      | Anderson Mesa        | LONEOS                                      |
| 136107 -    | 2003 EY58              | 12 de març, 2003     | Palomar              | NEAT                                        |
| 136108 -    | 2003 EL61              | 7 de març, 2003      | Sierra Nevada        | F. J. Aceituno, P. Santos-Sanz, J. L. Ortiz |
| 136109 -    | 2003 FA22              | 25 de març, 2003     | Kitt Peak            | Spacewatch                                  |
| 136110 -    | 2003 FZ60              | 26 de març, 2003     | Palomar              | NEAT                                        |
| 136111 -    | 2003 FC79              | 27 de març, 2003     | Kitt Peak            | Spacewatch                                  |
| 136112 -    | 2003 FY104             | 26 de març, 2003     | Kitt Peak            | Spacewatch                                  |
| 136113 -    | 2003 GA5               | 1 d'abril, 2003      | Socorro              | LINEAR                                      |
| 136114 -    | 2003 GU37              | 7 d'abril, 2003      | Palomar              | NEAT                                        |
| 136115 -    | 2003 HC3               | 24 d'abril, 2003     | Anderson Mesa        | LONEOS                                      |
| 136116 -    | 2003 HA16              | 23 d'abril, 2003     | Socorro              | LINEAR                                      |
| 136117 -    | 2003 HL28              | 26 d'abril, 2003     | Haleakala            | NEAT                                        |
| 136118 -    | 2003 KV                | 21 de maig, 2003     | Reedy Creek          | J. Broughton                                |
| 136119 -    | 2003 KH19              | 29 de maig, 2003     | Socorro              | LINEAR                                      |
| 136120 -    | 2003 LG7               | 1 de juny, 2003      | Cerro Tololo         | M. W. Buie                                  |
| 136121 -    | 2003 OA                | 18 de juliol, 2003   | Siding Spring        | R. H. McNaught                              |
| 136122 -    | 2003 OQ29              | 24 de juliol, 2003   | Palomar              | NEAT                                        |
| 136123 -    | 2003 QK40              | 22 d'agost, 2003     | Socorro              | LINEAR                                      |
| 136124 -    | 2003 QC56              | 23 d'agost, 2003     | Socorro              | LINEAR                                      |
| 136125 -    | 2003 QU65              | 25 d'agost, 2003     | Palomar              | NEAT                                        |
| 136126 -    | 2003 QN79              | 26 d'agost, 2003     | Socorro              | LINEAR                                      |
| 136127 -    | 2003 RA15              | 14 de setembre, 2003 | Haleakala            | NEAT                                        |
| 136128 -    | 2003 SO36              | 17 de setembre, 2003 | Kitt Peak            | Spacewatch                                  |
| 136129 -    | 2003 SL57              | 16 de setembre, 2003 | Kitt Peak            | Spacewatch                                  |
| 136130 -    | 2003 SH87              | 17 de setembre, 2003 | Socorro              | LINEAR                                      |
| 136131 -    | 2003 SE96              | 18 de setembre, 2003 | Socorro              | LINEAR                                      |
| 136132 -    | 2003 SC98              | 18 de setembre, 2003 | Palomar              | NEAT                                        |
| 136133 -    | 2003 SC110             | 20 de setembre, 2003 | Palomar              | NEAT                                        |
| 136134 -    | 2003 SY117             | 16 de setembre, 2003 | Kitt Peak            | Spacewatch                                  |
| 136135 -    | 2003 SN138             | 20 de setembre, 2003 | Palomar              | NEAT                                        |
| 136136 -    | 2003 ST147             | 21 de setembre, 2003 | Kitt Peak            | Spacewatch                                  |
| 136137 -    | 2003 SU188             | 22 de setembre, 2003 | Anderson Mesa        | LONEOS                                      |
| 136138 -    | 2003 SH199             | 21 de setembre, 2003 | Anderson Mesa        | LONEOS                                      |
| 136139 -    | 2003 SH201             | 24 de setembre, 2003 | Socorro              | LINEAR                                      |
| 136140 -    | 2003 SS220             | 29 de setembre, 2003 | Desert Eagle         | W. K. Y. Yeung                              |
| 136141 -    | 2003 SM228             | 26 de setembre, 2003 | Socorro              | LINEAR                                      |
| 136142 -    | 2003 ST235             | 27 de setembre, 2003 | Socorro              | LINEAR                                      |
| 136143 -    | 2003 SQ251             | 26 de setembre, 2003 | Socorro              | LINEAR                                      |
| 136144 -    | 2003 SV288             | 28 de setembre, 2003 | Socorro              | LINEAR                                      |
| 136145 -    | 2003 SC291             | 29 de setembre, 2003 | Socorro              | LINEAR                                      |
| 136146 -    | 2003 SA294             | 28 de setembre, 2003 | Socorro              | LINEAR                                      |
| 136147 -    | 2003 SU296             | 29 de setembre, 2003 | Anderson Mesa        | LONEOS                                      |
| 136148 -    | 2003 SC306             | 30 de setembre, 2003 | Socorro              | LINEAR                                      |
| 136149 -    | 2003 SR313             | 29 de setembre, 2003 | Goodricke-Pigott     | J. W. Kessel                                |
| 136150 -    | 2003 TJ                | 2 d'octubre, 2003    | Socorro              | LINEAR                                      |
| 136151 -    | 2003 TM2               | 1 d'octubre, 2003    | Goodricke-Pigott     | J. W. Kessel                                |
| 136152 -    | 2003 TQ12              | 14 d'octubre, 2003   | Anderson Mesa        | LONEOS                                      |
| 136153 -    | 2003 TH13              | 2 d'octubre, 2003    | Haleakala            | NEAT                                        |
| 136154 -    | 2003 TX14              | 14 d'octubre, 2003   | Anderson Mesa        | LONEOS                                      |
| 136155 -    | 2003 TQ24              | 1 d'octubre, 2003    | Kitt Peak            | Spacewatch                                  |
| 136156 -    | 2003 TX27              | 1 d'octubre, 2003    | Anderson Mesa        | LONEOS                                      |
| 136157 -    | 2003 TQ39              | 2 d'octubre, 2003    | Kitt Peak            | Spacewatch                                  |
| 136158 -    | 2003 UU14              | 16 d'octubre, 2003   | Kitt Peak            | Spacewatch                                  |
| 136159 -    | 2003 UE15              | 16 d'octubre, 2003   | Kitt Peak            | Spacewatch                                  |
| 136160 -    | 2003 UU15              | 16 d'octubre, 2003   | Anderson Mesa        | LONEOS                                      |
| 136161 -    | 2003 US23              | 22 d'octubre, 2003   | Kitt Peak            | Spacewatch                                  |
| 136162 -    | 2003 UR29              | 21 d'octubre, 2003   | Fountain Hills       | Fountain Hills                              |
| 136163 -    | 2003 UY40              | 16 d'octubre, 2003   | Anderson Mesa        | LONEOS                                      |
| 136164 -    | 2003 UO47              | 24 d'octubre, 2003   | Socorro              | LINEAR                                      |
| 136165 -    | 2003 UQ48              | 16 d'octubre, 2003   | Anderson Mesa        | LONEOS                                      |
| 136166 -    | 2003 UH73              | 19 d'octubre, 2003   | Kitt Peak            | Spacewatch                                  |
| 136167 -    | 2003 UP85              | 17 d'octubre, 2003   | Kitt Peak            | Spacewatch                                  |
| 136168 -    | 2003 UC98              | 19 d'octubre, 2003   | Anderson Mesa        | LONEOS                                      |
| 136169 -    | 2003 UN109             | 19 d'octubre, 2003   | Kitt Peak            | Spacewatch                                  |
| 136170 -    | 2003 UD118             | 17 d'octubre, 2003   | Anderson Mesa        | LONEOS                                      |
| 136171 -    | 2003 UE119             | 17 d'octubre, 2003   | Kitt Peak            | Spacewatch                                  |
| 136172 -    | 2003 US123             | 19 d'octubre, 2003   | Kitt Peak            | Spacewatch                                  |
| 136173 -    | 2003 UU129             | 17 d'octubre, 2003   | Palomar              | NEAT                                        |
| 136174 -    | 2003 UJ132             | 19 d'octubre, 2003   | Palomar              | NEAT                                        |
| 136175 -    | 2003 UV132             | 19 d'octubre, 2003   | Palomar              | NEAT                                        |
| 136176 -    | 2003 UU141             | 17 d'octubre, 2003   | Anderson Mesa        | LONEOS                                      |
| 136177 -    | 2003 UY143             | 17 d'octubre, 2003   | Anderson Mesa        | LONEOS                                      |
| 136178 -    | 2003 UJ146             | 17 d'octubre, 2003   | Anderson Mesa        | LONEOS                                      |
| 136179 -    | 2003 UE147             | 17 d'octubre, 2003   | Anderson Mesa        | LONEOS                                      |
| 136180 -    | 2003 UJ183             | 21 d'octubre, 2003   | Palomar              | NEAT                                        |
| 136181 -    | 2003 UB199             | 21 d'octubre, 2003   | Socorro              | LINEAR                                      |
| 136182 -    | 2003 UE202             | 21 d'octubre, 2003   | Kitt Peak            | Spacewatch                                  |
| 136183 -    | 2003 UH208             | 22 d'octubre, 2003   | Socorro              | LINEAR                                      |
| 136184 -    | 2003 UV209             | 23 d'octubre, 2003   | Anderson Mesa        | LONEOS                                      |
| 136185 -    | 2003 UH210             | 23 d'octubre, 2003   | Anderson Mesa        | LONEOS                                      |
| 136186 -    | 2003 UV210             | 23 d'octubre, 2003   | Kitt Peak            | Spacewatch                                  |
| 136187 -    | 2003 UP218             | 21 d'octubre, 2003   | Socorro              | LINEAR                                      |
| 136188 -    | 2003 UC232             | 24 d'octubre, 2003   | Kitt Peak            | Spacewatch                                  |
| 136189 -    | 2003 UT237             | 23 d'octubre, 2003   | Kitt Peak            | Spacewatch                                  |
| 136190 -    | 2003 UU243             | 24 d'octubre, 2003   | Socorro              | LINEAR                                      |
| 136191 -    | 2003 UU247             | 24 d'octubre, 2003   | Haleakala            | NEAT                                        |
| 136192 -    | 2003 UT253             | 22 d'octubre, 2003   | Palomar              | NEAT                                        |
| 136193 -    | 2003 UX256             | 25 d'octubre, 2003   | Socorro              | LINEAR                                      |
| 136194 -    | 2003 UX267             | 28 d'octubre, 2003   | Socorro              | LINEAR                                      |
| 136195 -    | 2003 UU276             | 30 d'octubre, 2003   | Socorro              | LINEAR                                      |
| 136196 -    | 2003 UF279             | 26 d'octubre, 2003   | Socorro              | LINEAR                                      |
| 136197 -    | 2003 UH287             | 22 d'octubre, 2003   | Kitt Peak            | M. W. Buie                                  |
| 136198 -    | 2003 UJ296             | 16 d'octubre, 2003   | Kitt Peak            | Spacewatch                                  |
| 136199 Eris | 2003 UB313             | 21 d'octubre, 2003   | Palomar              | M. E. Brown, C. A. Trujillo, D. Rabinowitz  |
| 136200 -    | 2003 VS5               | 15 de novembre, 2003 | Kitt Peak            | Spacewatch                                  |